# Фёвам тер (станция метро)
«Фёвам тер» (венг. Fővám tér — Таможенная площадь) — станция Будапештского метрополитена. Расположена на линии M4 (зелёной), между станциями «Сент-Геллерт тер» и «Кальвин тер».
Открыта 28 марта 2014 года в составе пускового участка линии M4 «Келенфёльд вашуталломаш» — «Келети пайаудвар».
Станция находится в Пеште на берегу Дуная в северной части Ференцвароша рядом со зданиями Университета Корвина, центрального рынка и мостом Свободы. На участке между «Фёвам тер» и «Сент-Геллерт тер» линия M4 пролегает под Дунаем.

## Наземный транспорт
Автобусы: 15, 115; троллейбус: 83; трамваи: 2, 2М, 47, 48, 49